# Цисево
Цисево (укр. Цисеве) — село,
Великобайракский сельский совет,
Миргородский район,
Полтавская область,
Украина.
Код КОАТУУ — 5323280404. Население по переписи 2001 года составляло 131 человек.
Село указано на специальной карте Западной части России Шуберта 1826-1840 годов как хутор Цыски

## Географическое положение
Село Цисево примыкает к селу Великий Байрак.
Вокруг села несколько ирригационных каналов.
Рядом проходит автомобильная дорога Р-42 (Т-1710).